# Hoyos de Miguel Muñoz
Hoyos de Miguel Muñoz è un comune spagnolo di 48 abitanti situato nella comunità autonoma di Castiglia e León.